# Duane Michals
Duane Michals (McKeesport, 18 de febrero de 1932) es un fotógrafo estadounidense. Su obra fotográfica destacó en los años setenta por sus secuencias y la incorporación de textos como elementos de las fotos. Se le considera uno de los principales representantes de la fotografía conceptual y filosófica.

## Biografía
Nace el 18 de febrero de 1932 en el seno de una familia de la clase obrera, su padre era un trabajador del metal en McKeesport, estado de Pensilvania. Estudia la licenciatura de bellas artes en la Universidad de Denver, iniciando después un curso de postgrado en la Escuela de Diseño Parsons, en Nueva York, aunque abandona los estudios de diseñador gráfico antes de finalizarlos.
Su formación fotográfica es autodidacta. En 1958 hace un viaje a Rusia y se propone retratar a todas las personas que se encuentra. Esta situación le crea problemas con el gobierno americano ya que existía tensión por la guerra fría. A partir de esta experiencia se dedica con intensidad a la fotografía.
Ha trabajado en diferentes campos de la fotografía comercial colaborando con prensa, revistas, como Esquire, Vogue, Mademoiselle... y en la edición del trabajo gráfico de algunos discos musicales. También ha recibido premios por su obra en Estados Unidos, Gran Bretaña y Francia.

## Trayectoria artística
Atget es el fotógrafo que más ha influido en sus obras. Aunque en sus fotografías se nota la influencia del surrealismo, especialmente Magritte y Balthus. Sin embargo, suele introducir elementos de reflexión sobre la existencia humana.
Realizó su primera exposición en la Underground Gallery de Nueva York con los retratos realizados en su viaje a Rusia en 1963. Los retratos que ha ido realizando después han continuado esta tendencia de hacerlos en su propio ambiente y no utilizando el estudio fotográfico. Con los retratos realizados entre 1958 y 1988 ha realizado un libro llamado Album. En 1966 expuso en el George Eastman House de Rochester, Nueva York, con Lee Friedlander, Garry Winogrand, Bruce Davidson y Danny Lyon. En 1970 realiza una exposición en el MOMA de Nueva York. Desde estos años ha realizado bastante exposiciones en todo el mundo.
La parte más significativa de su obra son las secuenciaciones y la incorporación de textos como elementos visuales integrados. Así en la portada del disco Synchronicity de Police se puede observar esa utilización de la secuencia para cada uno de los músicos. En 1966 presenta sus primeras secuencias y poco después incorpora sus textos a sus fotografías, dotándolas de un nuevo contenido ideológico.
Una característica esencial de su obra es la redefinición del medio fotográfico como un medio artístico y no como un registro de la realidad, destacando el papel de las emociones y los sueños. Sus escenificaciones y sus textos añadidos le sitúan en el arte conceptual.
Su obra fotográfica en España se dio a conocer a través de la revista Nueva Lente. Su primera exposición fue en una galería de arte privada en Madrid, España en 2001.
Sus obras fotográficas pueden encontrarse en las colecciones permanentes del Museo Metropolitano de Arte, el MOMA, el Museo J. Paul Getty, el Museo de Arte de Filadelfia, Moderna Museet, Estocolmo, Suecia; Museo Nacional de Arte Moderno de Kioto, Japón; National Gallery en Canberra, Australia; y el Museo de Israel en Jerusalén, entre otras instituciones.

## Premios
- 1975 CAPS Grant.

- 1976 National Endowment for the Arts Grant.

- 1978 Pennsylvania Council of the Arts.

- 1975 Carnegie Foundation Photography Fellow, Cooper Union, New York.

- 1982 Medaille de Vermeil de la Ville de París, Francia.
- 1989-91 Meadows Distinguished Visiting Professor, Southern Methodist University, Dallas, Texas.

- 1991 International Center of Photography Infinity Award for Art Nissan International Fellow.

- 1992 Honorary Fellowship, Royal Photographic Society, Bath, England.

- 1993 Officier dans l'Ordre des Arts et des Lettres, France.
- The Century Award, Museum of Photographic Arts, San Diego, CA.
- Youth Friends Award, School Art League of New York City.

- 1993 Honorary Doctorate of Fine Arts, Art Institute of Boston, Massachusetts.

- 1994 Gold Medal for Photography, The National Arts Club, New York.

- 1998 Adam Tillmans Series lecturer, Bennington College, Bennington, Vermont.

- 2000 Palm Beach Mentor's Award, Palm Beach Photographic Center, Palm Beach, Florida.

- 2001 Vocación indagatoria. PhotoEspaña, Madrid, España.